# Daubenya zeyheri
Daubenya zeyheri là một loài thực vật có hoa trong họ Măng tây. Loài này được (Kunth) J.C.Manning & A.M.van der Merwe mô tả khoa học đầu tiên năm 2002.